# Callulops glandulosus
Callulops glandulosus är en groddjursart som först beskrevs av Richard G. Zweifel 1972.  Callulops glandulosus ingår i släktet Callulops och familjen Microhylidae. IUCN kategoriserar arten globalt som otillräckligt studerad. Inga underarter finns listade.